# 金條山 (加利福尼亞州馬里波薩縣)
金條山（英語：Mount Bullion）是位於美國加利福尼亞州馬里波薩縣的一個非建制地區。該地的面積和人口皆未知。

## 地理
金條山的座標為37°30′26″N 119°02′42″W / 37.50722°N 119.04500°W，而該地的平均海拔高度為656米（即2152英尺）。